# Vivian Pinn
Vivian Winona Pinn (nacida en 1941) es una médica, científica, y patóloga estadounidense reconocida por su defensa de todos los temas relacionados con la salud de las mujeres, particularmente asegurando que los estudios médicos financiados por los gobiernos locales incluyen mujeres como pacientes, así como animando a las mujeres a seguir carreras médicas y científicas. Antes de su jubilación en 2011, trabajó como directora asociada en la investigación en los problemas de salud de las mujeres en el Instituto Nacional de Salud (NIH en sus siglas en Inglés), y dirigió la Oficina de Investigación de salud de las mujeres en el NIH. Pinn También anteriormente había dado clase en la Universidad de Harvard y en la Universidad Tufts (donde también hizo de decano adjunta de asuntos estudiantiles y de minorías) en Massachusetts, así como en la Factultad de Medicina de la Universidad Howard (dónde también presidió el Departamento de Patología) en Washington, D.C. Desde que se retiró del NIH, Pinn ha seguido trabajando como científica sénior emérita en el Centro Internacional Fogarty en el NIH.

## Primeros años de vida
Pinn nació en una granja en Halifax, Virginia. Estudió en escuelas de segregación en Lynchburg. Desde los 4 años de edad, Pinn estuvo interesada en hacer una carrera médica, especialmente desde que asistió a los abuelos paternos y maternos en sus problemas de salud (incluyendo inyecciones de insulina) y observó el alivio que experimentaban después de una visita al médico.

## Educación
Pinn se graduó en el instituto como la estudiante con mejores calificaciones de su clase. Mirando su educación más allá del instituto, Pinn exploró una gran variedad de opciones, incluyendo DePauw y Wellesley, y se decidió por Wellesley, de donde recibió la última carta de aceptación.
Pinn obtuvo una beca en la Universidad de Wellesley, consiguiendo su licenciatura en zoología en 1962. Se tomó un año de ausencia de la Universidad durante el segundo año para hacerse cargo de su madre, quién sufría un tumor de hueso con metástasis; el cáncer había sido mal diagnosticado como artritis. En el transcurso de la diagnosis, tratamiento, y muerte por la enfermedad de su madre, el deseo de Pinn de ser doctora quedó claro. Basándose en la experiencia de su madre, se concentró en escuchar a sus pacientes, prestar atención a sus quejas, y tener la mente abierta sobre la manera de practicar la medicina.

## Después de Wellesley
En 1967, Pinn obtuvo su licenciatura en medicina en la Facultad de Medicina de la Universidad de Virginia, donde  fue la única mujer y el único estudiante afroamericano en su clase.
Pinn planeaba ser pediatra hasta que pasó un verano como interna en la posición de ayudante de investigación en elHospital General de Massachusetts. Trabajó allí en la facultad de medicina, con Benjamin Barnes y Martin Flax, en las áreas de cirugía de trasplantes experimentales e immunopatología. Aquella formación, espoleó su interés en la investigación y la medicina académica, creando la base para la eventual carrera de Pinn en patología renal y transpantes. Completó su internado en patología en Mass General mientras daba clase como profesora asociada en la Facultad de Medicina de Harvard.
En 1970, Pinn se unió al departamento de patología en la Facultad de Medicina de la Universidad Tufts, donde trabajó como profesor ayudante y decano adjunta de asuntos estudiantiles. Sus 12 años allí fueron reconocidos por Tufts en las décadas siguientes con numerosos premios y reconocimientos.

## Carrera en patología
Pinn se unió al personal de la facultad del Hospital de la Universidad Howard en 1982 como profesora y jefa del departamento de patología. Tras su nombramiento, Pinn se convertía en la tercera mujer y la primera mujer afro-americana en dirigir un departamento de patología de los EE.UU.
En 1989, Pinn se instaló como presidenta de la Asociación Médica Nacional (NMA en su siglas en Inglés). La NMA es la organización más antigua y grande de la nación representando a los médicos y profesionales de la salud afro-americanos en los Estados Unidos. Establecida en 1895, la NMA es la voz colectiva de más de 30,000 médicos afro-americanos y de los pacientes a los que atienden.

## Abandonando la medicina académica

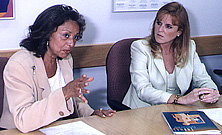
En 1998, Pinn explica a Sarah, Duquesa de York, los temas de investigación médica relacionados con la mujer

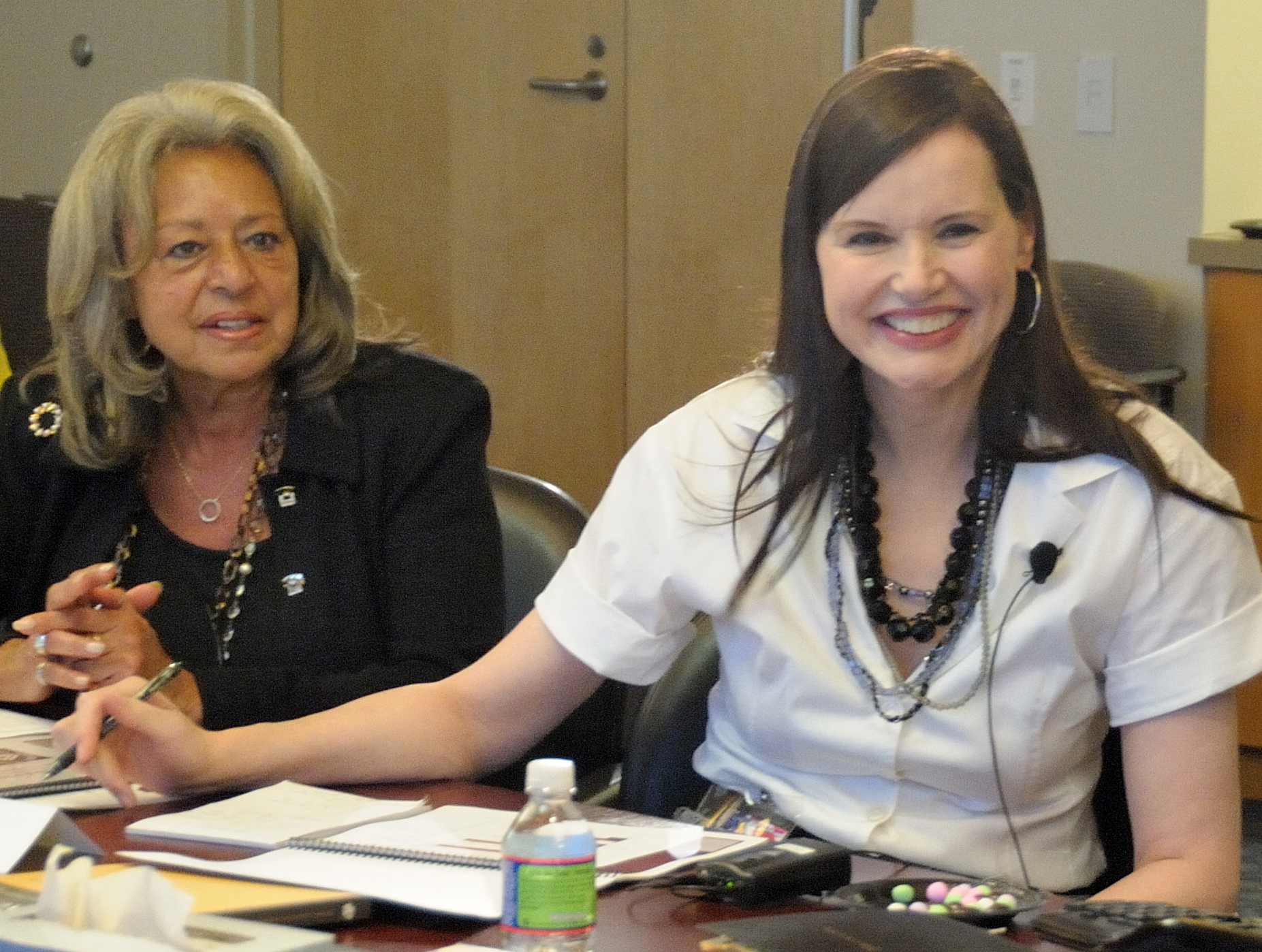
La Dra. Vivian Pinn con la actriz Geena Davis en una presentación de retratos de género y salud, en el Instituto Nacional de Salud en 2011

En 1991, Pinn fue nombrada primera directora de la nueva Oficina de Investigación sobre Salud de la Mujer (ORWH) en el NIH y primera directora asociada permanente de investigación sobre salud de la mujer del NIH.  La ORWH se estableció en septiembre de 1990 para fortalecer y mejorar los esfuerzos del NIH para mejorar la prevención, el diagnóstico y el tratamiento de enfermedades en las mujeres, y para mejorar la investigación relacionada con enfermedades y afecciones que afectan a las mujeres.  La oficina ayuda a establecer metas y políticas del NIH para los problemas de salud de las mujeres y asegura que todos los ensayos clínicos apropiados incluyan la participación de mujeres.
En sus 20 años como directora de la ORWH, Pinn empleó su posición como creadora de políticas federales para mejorar la concienciación sobre los problemas de salud de las mujeres y su infrarepresentation en la ciencia y la medicina en todo el mundo, a través de comunidades educativas, políticas y culturales.
En el NIH en 1998, Pinn explicó a Sarah, la Duquesa de York, los temas de investigación médica y le transmitió los mensajes más importantes relacionados con la salud de las mujeres. La información se compartió en la iniciativa de Salud de las Mujeres, obesidad, cáncer de pecho, y osteoporosis.
En una reseña en la conferencia del Consejo Internacional de Problemas de Salud de las mujeres (ICOWHI en sus siglas en Inglés) en Penn, Filadelfia en 2010, Pinn puso de manifiesto la gran cantidad de problemas de salud para mujeres y niños debidos a la urbanización global, cuando un número cada vez mayor de personas en todo el mundo se mueven para vivir en el entorno de las ciudades. Puso de manifiesto que cuando demasiada gente emigra hacia las ciudades, los gobiernos locales a menudo no pueden seguir el ritmo y proporcionar los sistemas adecuados para vivienda, sanidad, electricidad y agua para los ciudadanos. Como resultado se generan problemas de salud persistentes.
En 2011, Pinn lideró un grupo de trabajadoras del NIH en una reunión con la actriz Geena Davis para hablar sobre cómo las chicas y las mujeres son percibidas basándose en sus papeles en las películas de niños, en los espectáculos televisivos y en los videojuegos. Durante la sesión de 1 hora, las participantes hablaron sobre estrategias para equilibrar los papeles por género y cómo la salud de todo el mundo se podría mejorar como resultado.

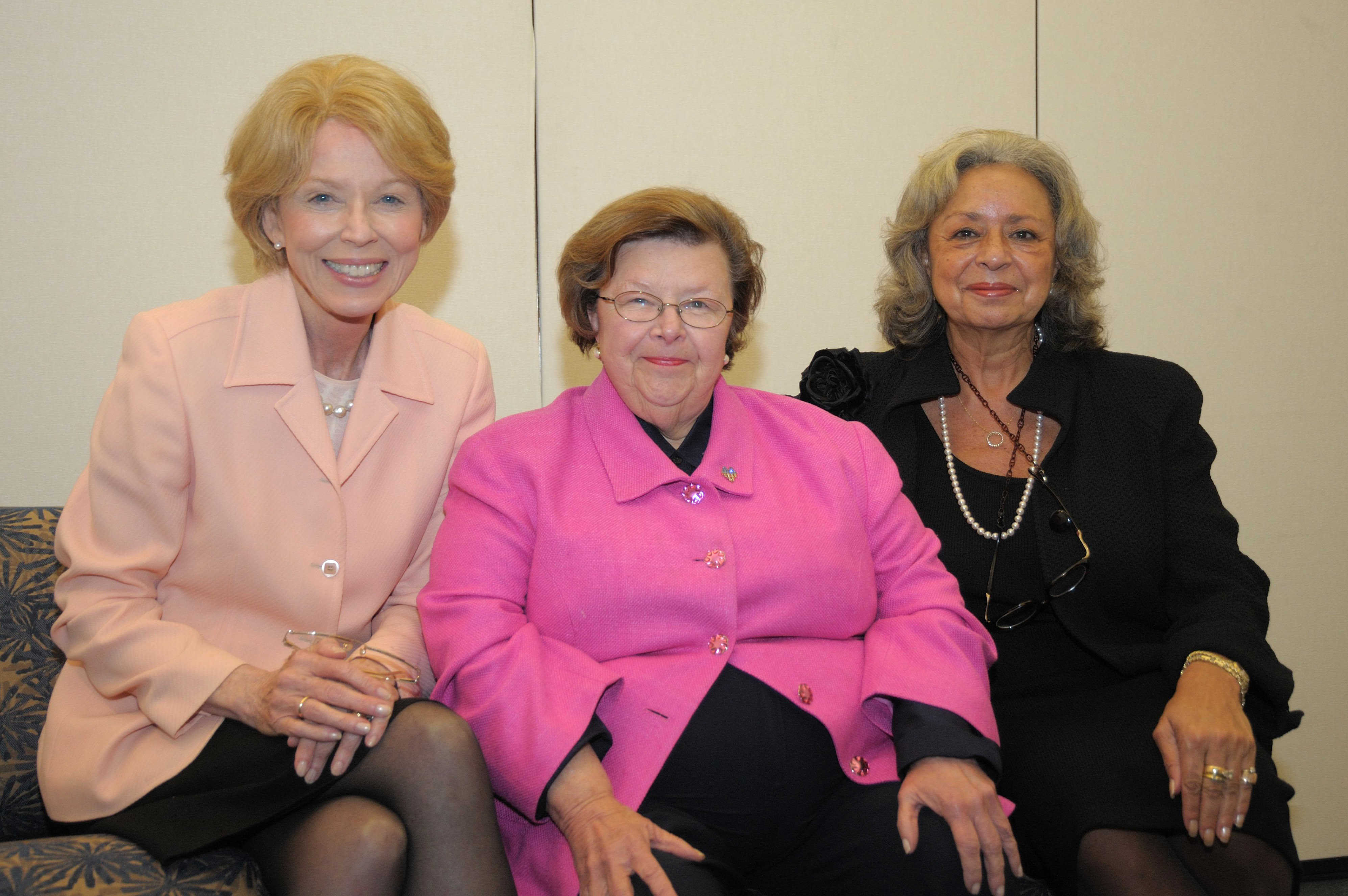
Juntas en noviembre de 2010 para celebrar el 20º aniversario de la Oficina de Investigación de la salud de la mujer estaban (desde la izq) la anterior directora del NIH Dra. Bernadine Healy, la Senadora de los EE.UU. Barbara Mikulski (D-Maryland) y la directora de la ORWH Dra. Vivian Pinn

## Premios y reconocimientos
Pinn recibió el Precio Candace de la Coalición Nacional de las 100 Mujeres Negras en 1990.
El Fondo Commonwealth nombró a Pinn como la receptora de su 2000 Premio Margaret E. Mahoney por un Servicio Excepcional, citando el trabajo de Pinn para mejorar la calidad de la medicina para las mujeres. El premio se creó en 1994 para destacar a "un individuo cuyas contribuciones hayan fomentado el campo de la política de la salud y los servicios médicos y contribuido a un mejor entendiendo de los problemas más complejos".

En 2005, Pinn pronunció el discurso de apertura en los ejercicios de graduación número 176 de la Universidad de Virginia, siendo la primera mujer afro-americana en hacerlo. Recordó "los muchos retos para mi propia mente y mi pasión por mis estudios de medicina durante la era socio-política de los 1960s". Dijo a los casi 5,000 licenciados, acompañados por cerca de 25,000 miembros familiares e invitados,
Aprendí entonces, y ha confirmado como los años pasan de largo, que tampoco podemos morar en el smallness de slights o dificultades, o rejoice en los significados más grandes de las experiencias de la vida, y construir un positivo, constructivo, y worldly vista de barreras  hemos afrontado, y la satisfacción de haberles vencido. No deja las dificultades te hacen pequeñas, un espectador de renegar de vida—sino dejar una visión para vuestra vida propia te haces grande, un participante vital de vida.
En 2011, la Escuela Universitaria de Medicina Tufts, reconoció a Pinn por su compromiso hacia la escuela y su alumnado dedicado desde la Oficina de Asuntos Estudiantiles, en el 4º piso del edificio Sackler, en su honor y lanzó un fondo de becas en su nombre. A Pinn se le otorgó también la medalla de Honor del Decano, el reconocimiento más alto de la TUSM, por el Decano Harris Berman. La medalla, que raramente se concede, se da a personas cuyo servicio a la escuela y a las carreras de medicina ha mejorado es estatus nacional de la TUSM. Pinn trabajó como profesora asociada en patología, así como decano adjunta para asuntos estudiantiles, en los 1970s y principios de los 1980s. Durante su carrera de 12 años en Tufts, fue un ejemplo a seguir como mentora. También jugó un rol central en la contratación de alumnos de color y en aumentar la ayuda financiera.
En 2013, Pinn recibió el Premio Foremother del Centro Nacional para Investigación en Salud por su notable contribución a las vida de las mujeres en los Estados Unidos.

## Su Jubilación de la ORWH

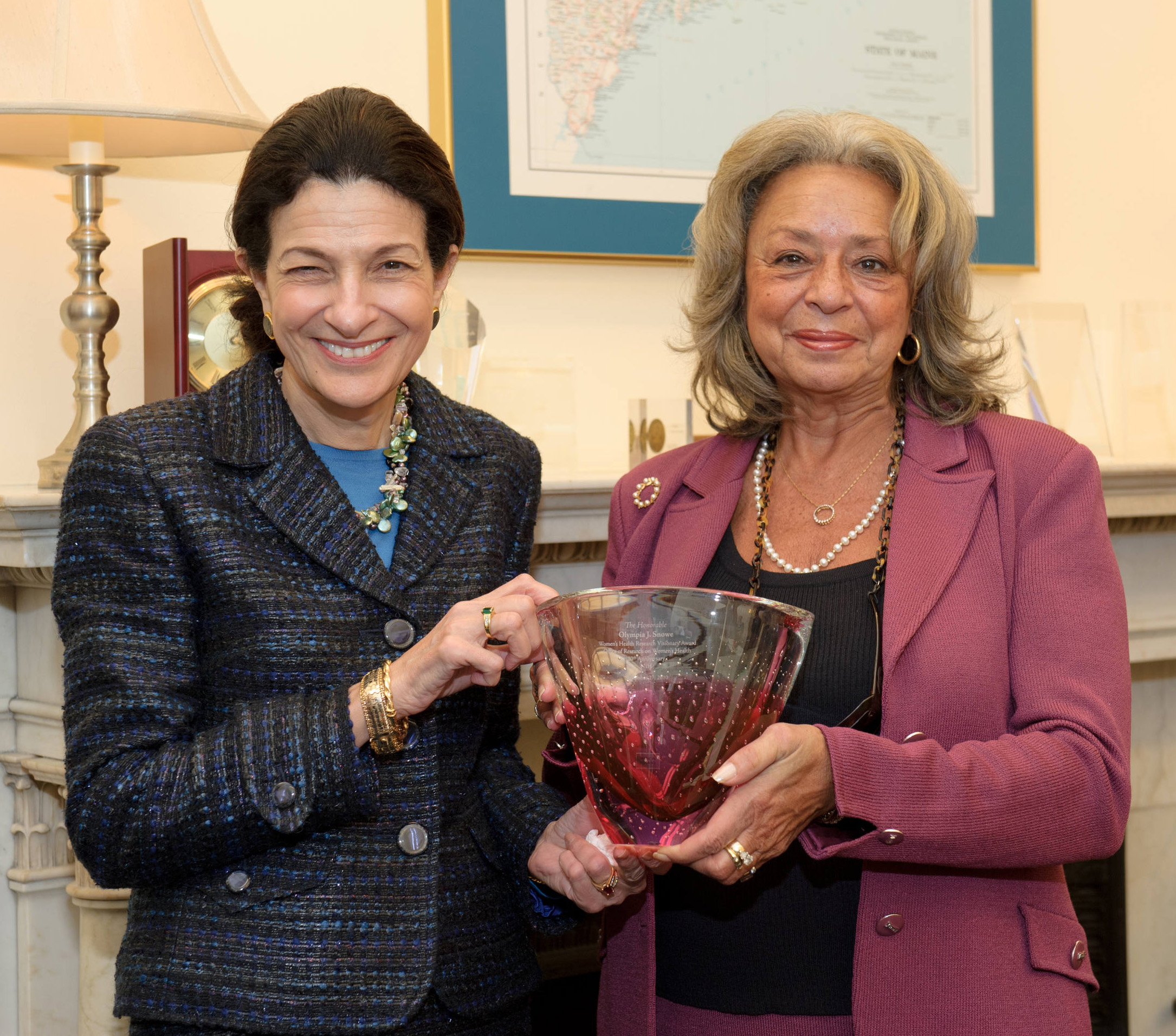
La Senadora de EE.UU. Olympia Snowe (R-Maine) recibe una copa de cristal de la Dra. Vivian Pinn en la celegración del 20º aniversario de la ORWH en agradecimiento por el papel que jugó Snowe poniendo en marcha y apoyando la Oficina de Investigación en la salud de la mujer (ORWH) del NIH en julio de 2005

Desde su jubilación de la ORWH en 2011, Pinn ha sido una defensora de la investigación científica en general, y específicamente de la inclusión de las mujeres, mujeres científicas y las minorías infrarepresentadas en todos los aspectos de la investigación biomédica, como directores y participantes en el todo el espectro de la investigación científica.
Fue reconocida por una declaración leída en el Expediente del Congreso por la Senadora Olympia Snowe (R-Maine), tras la jubilación de Pinn que reconoció su servicio público y dedicación a la salud de la mujer y su rol de liderazgo en la investigación.